# Ditaji Kambundji
Ditaji Kambundji (Berna, 20 maggio 2002) è un'ostacolista svizzera.

## Biografia
Nata a Berna da padre congolese e madre svizzera, è sorella minore della velocista Mujinga Kambundji.

## Carriera
Il 21 agosto 2022, agli europei di Monaco di Baviera 2022, conquista la medaglia di bronzo nei 100 metri ostacoli correndo in 12"74, dietro alla polacca Pia Skrzyszowska (12"53) e all'ungherese Luca Kozák (12"69). Due anni dopo a Roma si classifica invece seconda sulla medesima distanza.
Il 7 marzo 2025 vince la medaglia d'oro nei 60 metri ostacoli agli europei indoor di Apeldoorn siglando, con il crono di 7"67, il nuovo record europeo.

## Progressione

### 100 metri ostacoli
| Stagione | Tempo | Luogo   | Data      | Rank. Mond. |
| -------- | ----- | ------- | --------- | ----------- |
| 2024     | 12"40 | Roma    | 8-6-2024  |             |
| 2023     | 12"47 | Berna   | 4-8-2023  |             |
| 2022     | 12"70 | Eugene  | 24-7-2022 |             |
| 2021     | 12"94 | Ginevra | 12-6-2021 |             |
| 2020     | 13"07 | Basilea | 12-9-2020 |             |
| 2019     | 13"92 | Basilea | 24-8-2019 |             |

## Palmarès
| Anno | Manifestazione  | Sede      | Evento   | Risultato  | Prestazione | Note                                                  |
| ---- | --------------- | --------- | -------- | ---------- | ----------- | ----------------------------------------------------- |
| 2021 | Europei U20     | Tallinn   | 100 m hs | Oro        | 13"03       |                                                       |
| 2022 | Mondiali indoor | Belgrado  | 60 m hs  | Finale     | dnf         |                                                       |
| 2022 | Mondiali        | Eugene    | 100 m hs | Semifinale | 12"70       | Miglior prestazione personale                         |
| 2022 | Europei         | Monaco    | 100 m hs | Bronzo     | 12"74       |                                                       |
| 2023 | Europei indoor  | Istanbul  | 60 m hs  | Bronzo     | 7"91        |                                                       |
| 2023 | Europei U23     | Espoo     | 100 m hs | Oro        | 12"68       | Record dei campionati · Miglior prestazione personale |
| 2023 | Mondiali        | Budapest  | 100 m hs | 7ª         | 12"70       |                                                       |
| 2024 | Europei         | Roma      | 100 m hs | Argento    | 12"40       |                                                       |
| 2024 | Giochi olimpici | Parigi    | 100 m hs | Semifinale | 12"68       |                                                       |
| 2025 | Europei indoor  | Apeldoorn | 60 m hs  | Oro        | 7"67        | Record dei campionati                                 |
| 2025 | Mondiali indoor | Nanchino  | 60 m hs  | Argento    | 7"73        |                                                       |

## Altre competizioni internazionali
2025
- Oro ai Campionati europei a squadre di atletica leggera ( Madrid), 100 m hs - 12"39